# Lago Karaś
El lago Karaś es un pequeño lago localizado en el Distrito de los lagos de Masuria, en la parte noreste de Polonia, con una superficie de 6 km² en la localidad de Iława parte del voivodato de Varmia y Masuria.
El lago está clasificado como Reserva natural, establecido en 1958 y cubre un área de 8.2 km². Desde 1984 ha sido acogido bajo la protección del Convenio de Ramsar como un centro de encuentro, reproducción y conservación de aves de agua. En la actualidad es una de las trece localizaciones que tiene Polonia en la Lista Ramsar de humedales de importancia internacional.

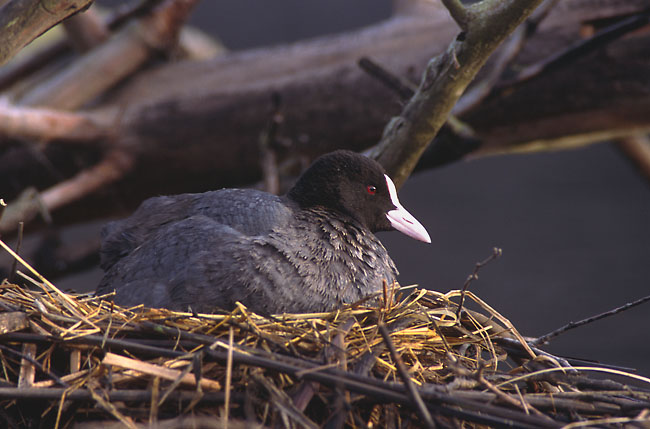
Fullica atra en el Lago Karaś